# Gottlob August Krille
Gottlob August Krille   (20 d'abril de 1779 - Dresden, 24 d'octubre de 1813) fou un compositor i Kreuzkantor alemany.
El fill del cantor Chr. Gottlob Krille va ser alumne a la "Kreuzschule" de Dresden, on va rebre lliçons de piano i cant i va estudiar contrapunt amb Christian Ehregott Weinligs. Durant aquest temps, es van representar públicament composicions d'ell. Després de deixar la "Kreuzschule", es va convertir en organista i professor a l'escola civil i llatina de Stolberg a les muntanyes Harz. El 1801 fou nomenat Kapellmeister pel comte Karl Ludwig zu Stolberg-Stolberg. El 1811 va tornar a Wehlen per donar suport al seu pare decrèpit. El 10 d'agost de 1813, va succeir Weinlig com a "Kreuzkantor" a Dresden. Pocs mesos després va sucumbir als anomenats trenta-quatre graus de Febre hospitalària.
De Krille s'han conservat diverses cantates, una configuració de salm i obres de piano.

## Obres
Obres
- Cantata de Pasqua per a quatre veus i orquestra, 1813
- Cantata de Nadal: "Va néixer Jesucrist"
- Cantata "Déu és amor"
- Salm 33 "Alegrem-nos en el Senyor, justes"
- XV Canvis per al piano o el pianoforte en el tema "Lenz vigoritza la natura"
- La clau, o desviacions de Cdur i Cmoll cap als altres tons majors i menors